# Jutta Lampe

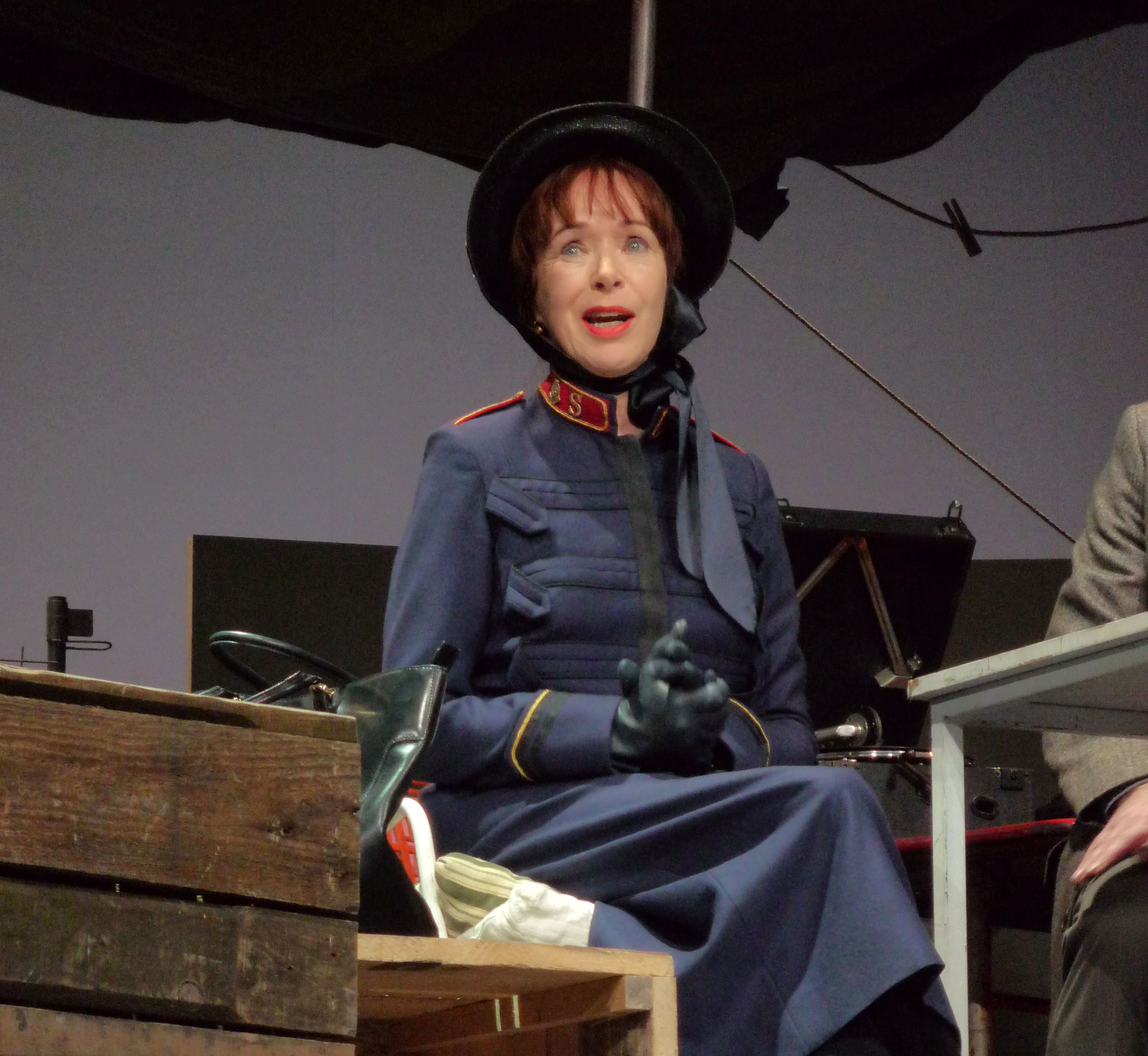
Jutta Lampe im Major Barbara (2009)

Jutta Lampe (* 13. Dezember 1937 in Flensburg; † 3. Dezember 2020 in Berlin) war eine deutsche Schauspielerin, die ihren Wirkungsschwerpunkt an der Berliner Schaubühne hatte.

## Leben und Wirken
Mit 18 Jahren verließ Jutta Lampe ihr Elternhaus in Kiel und ging für eine Ausbildung am Theater bei Eduard Marks nach Hamburg, wo sie in Gustaf Gründgens’ Faust-Inszenierung mit dessen Beifall im Chor der Troerinnen als Schauspielschülerin auftrat. Ihr erstes Engagement bekam sie am Staatstheater Wiesbaden. Nach einer Verpflichtung am Nationaltheater Mannheim feierte Lampe ihre ersten Erfolge in den 1960er Jahren am Theater der Freien Hansestadt Bremen, dem sie bis 1969 angehörte und wo Intendant Kurt Hübner mit den Regisseuren Peter Zadek und Peter Stein sowie dem Bühnenbildner Wilfried Minks den sogenannten Bremer Stil kreierte. Zadeks Maß für Maß von William Shakespeare und Steins Torquato Tasso von Johann Wolfgang von Goethe waren Inszenierungen, die Lampe mitprägte. 1969/70 gastierte sie am Schauspielhaus Zürich.

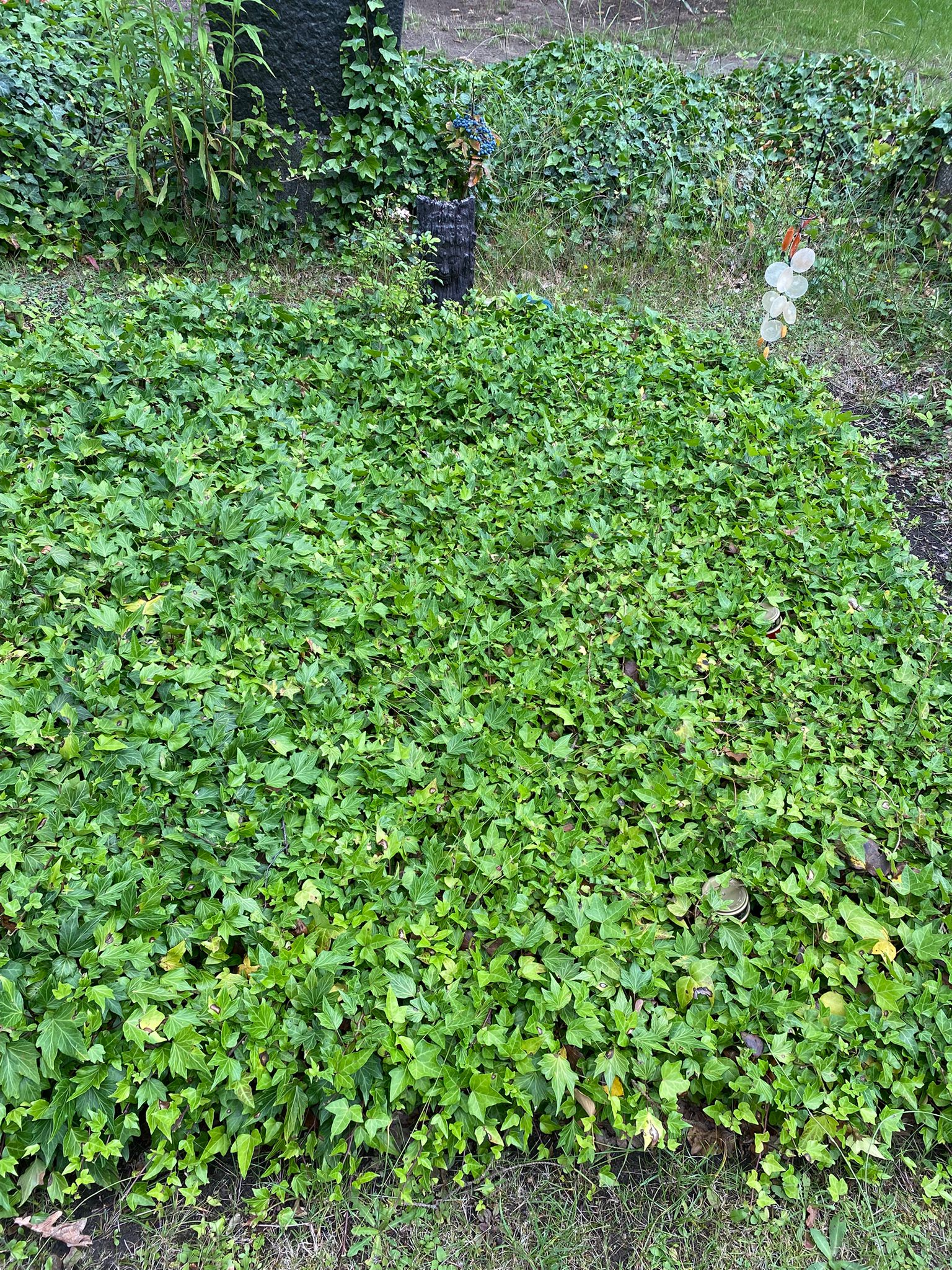
Grabstätte

Als Peter Stein, der sie gewissermaßen entdeckt hatte, 1970 an die  Schaubühne am Halleschen Ufer in Berlin geholt wurde, folgte Lampe ihm 1971 als eine der ersten Schauspielerinnen des Ensembles. Dort war sie 30 Jahre lang als eine der profiliertesten Schauspielerinnen tätig und arbeitete – außer mit Stein – mit bedeutenden Theaterregisseuren wie Klaus Michael Grüber, Luc Bondy und Robert Wilson.
2009 war Lampe in ihrer letzten Theaterpremiere zu erleben. Das Stück Major Barbara in der Regie von Peter Zadek war zugleich auch die letzte Premierenarbeit dieses Regisseurs.
Lampe war Mitglied im Kuratorium der Akademie für gesprochenes Wort in Stuttgart.
In ihren letzten Jahren litt die Schauspielerin an Demenz und starb im Dezember 2020, wenige Tage vor ihrem 83. Geburtstag. Ihr Grab befindet sich auf dem Friedhof der Dorotheenstädtischen und Friedrichswerderschen Gemeinden (CK-003-011).

### Filmrollen
Auf die Leinwand fand sie Ende der 1970er Jahre durch die Regisseurin Margarethe von Trotta, die sie in Hauptrollen besetzte. Zunächst in Schwestern oder Die Balance des Glücks, dann 1981 noch erfolgreicher in Die bleierne Zeit, wo sie die Schwester von Gudrun Ensslin verkörperte. Filmauftritte blieben in ihrer Karriere jedoch rar. 2003 wurde sie dann erneut von Margarethe von Trotta für eine Rolle in ihrem Film Rosenstraße vor die Kamera geholt.

### Privates
Jutta Lampe war von 1967 bis 1984 mit dem Regisseur Peter Stein verheiratet, der sie als Schauspielerin 1964 in Bremen entdeckt hatte und ihre berufliche Hingabe später als „quasi religiös“ bezeichnete. 2012 trat sie der römisch-katholischen Kirche bei.

## Würdigungen
Anlässlich von Jutta Lampes 80. Geburtstag erinnerte Ingo Langner in der Tagespost an die Widmung Christian Meiers
„Für Jutta“, die er seinem Essay Politik und Anmut (1985) vorangestellt hatte. Da das Deckblatt des Buches die Schauspielerin Jutta Lampe als „Athene“ zeigte – sie spielte diese Rolle 1980 in Peter Stein Inszenierung Die Orestie des Aischylos – habe allen klar sein müssen, „wem diese Hommage des Althistorikers galt“. Die in der Darstellung Jutta Lampes „nahezu unwahrscheinlich offenkundig“ gewordene Anmut der Athene habe Meier nach eigenem Bekunden tief beeindruckt. „Jener Athene nämlich“, merkt Langner an, „die das ihr von Zeus verliehene Amt erfüllen konnte, die Geburtshelferin der athenischen Demokratie zu sein.“
Lampes Wirken als Schauspielerin würdigte Peter Kümmel in seinem Nachruf in der Zeit als „oberste Verkörperung der Schaubühnen-Ästhetik“:

„Sie konnte in einen Raum treten, in dem sie nie zuvor gewesen war, und ihn dennoch in Besitz nehmen, als habe sie darin etwas vergessen, das ihr ganz allein gehörte. Sie konnte das Wort an einen Fremden richten, als nehme sie einen vertrauten Dialog wieder auf. [...] Text war das durch Jahrzehnte oder Jahrhunderte gesickerte, von Zeitgeschichten gefilterte, durch Demut gereinigte Allerheiligste dieses Theaters. Man musste quellklar sprechen. Andererseits: Dialog war nur Aufschub, eine Art, sich zu vertagen – das wirklich Wichtige geschah außersprachlich. Beziehungsweise in Sprachen anderer Art: Blicken, Körperhaltungen Gebärden. [...] Das Großzügige, Unhämische und vollkommen Unverbissene ihrer Menschenerfindungen war befreiend und lehrte alle, die dabei sein durften, das Sehen.“

## Theater (Auswahl)
- 1971: Der Ritt über den Bodensee von Peter Handke – Regie: Claus Peymann
- 1971: Peer Gynt von Henrik Ibsen – Regie: Peter Stein
- 1972: Prinz Friedrich von Homburg von Heinrich von Kleist – Regie: Peter Stein (Berlin, Paris)
- 1974: Die Bakchen von Euripides – Regie: Klaus Michael Grüber
- 1977: Wie es euch gefällt von William Shakespeare – Regie: Peter Stein
- 1982: Kalldewey, Farce von Botho Strauß – Regie: Luc Bondy
- 1984: Drei Schwestern von Anton P. Tschechow – Regie: Peter Stein (1988, Paris)
- 1989: Orlando – eine Biographie nach Virginia Woolf – Regie: Robert Wilson
- 1991: Amphitryon von Heinrich von Kleist – Regie: Klaus Michael Grüber (Berlin, Paris)
- 1995: Der Kirschgarten von Anton P. Tschechow – Regie: Peter Stein
- 1999: Stella von Johann Wolfgang von Goethe – Regie: Andrea Breth
- 2000: Die Möwe von Anton P. Tschechow – Regie: Luc Bondy (Wiener Festwochen und Odéon, Paris)
- 2002: Glückliche Tage von Samuel Beckett – Regie: Edith Clever
- 2005: Die eine und die andere von Botho Strauß – Regie: Luc Bondy
- 2007: Die Glasmenagerie von Tennessee Williams – Regie: Samir

## Filmografie
- 1968: Maß für Maß (TV)
- 1969: Torquato Tasso (TV)
- 1971: Die Mutter (TV)
- 1973: Prinz Friedrich von Homburg (TV)
- 1976: Sommergäste
- 1979: Schwestern oder Die Balance des Glücks
- 1980: Groß und klein
- 1981: Die bleierne Zeit
- 1985: Der Park (TV)
- 1986: Drei Schwestern, als Film (TV)
- 1987: Das weite Land
- 1988: Les Possédés
- 1992: Schuld und Sühne (TV)
- 1998: Die Ähnlichen (TV)
- 2003: Rosenstraße
- 2003: Familienkreise (TV)

## Hörspiele
- 1969: Anne Dorn: Lauter Luder – Regie: Hartmut Kirste (Hörspiel – SWF)
- 1984: Alfred Behrens: Die Bettelnuss im Kopf – Regie: Alfred Behrens (Hörspiel – HR/NDR/SDR)

## Sprecherin von Hörbüchern
- Venus und Adonis. Tarquin und Lucrezia. von Shakespeare. Der Audio Verlag DAV, 2007; nach dem Exemplar der Bibliotheca Anna Amalia, Übers. Heinrich Christoph Albrecht

- Jutta Lampe liest Gedichte von Michelangelo. Liveaufnahme aus der Jesus-Christus-Kirche, Berlin-Dahlem, 2011. Note&Ton, Februar 2021.

## Auszeichnungen
- 1970: Schauspielerin des Jahres bei Theater heute
- 1980: Schauspielerin des Jahres
- 1980: Filmband in Gold (Darstellerische Leistungen) für Die Schwestern oder die Balance des Glücks
- 1981: Internationale Filmfestspiele von Venedig: Goldener Phönix mit Barbara Sukowa für Die bleierne Zeit
- 1982: Deutscher Darstellerpreis
- 1989: Bundesverdienstkreuz 1. Klasse
- 1990: Schauspielerin des Jahres
- 1992: Theaterpreis Berlin
- 1997: Pour le mérite für Wissenschaft und Künste
- 1998: Gertrud-Eysoldt-Ring
- 1999: Großes Bundesverdienstkreuz mit Stern
- 2000: Nestroy-Theaterpreis-Nominierung als Beste Schauspielerin
- 2004: Stanislawski-Preis in Moskau für ihre Verdienste um das europäische Theater.
- 2010: Joana-Maria-Gorvin-Preis der Berliner Akademie der Künste